# Chãs
Chãs es una freguesia portuguesa del municipio de Vila Nova de Foz Côa, en el distrito de Guarda, con 17,07 km² de superficie y 278 habitantes (2001). Su densidad de población es de 16,3 hab/km².
En el territorio de la freguesia se encuentra el núcleo de arte rupestre de Quinta da Barca y la estación arqueológica de la Quinta de Santa María de Ervamoura, ambos incluidos en el conjunto del complejo prehistórico del valle del Coa, Patrimonio de la Humanidad.